# Que'er Shan (bergskedja)
Que'er Shan (kinesiska: 雀儿山, Que’er Shan) är en bergskedja i Kina. Den ligger i provinsen Sichuan, i den sydvästra delen av landet, omkring 520 kilometer väster om provinshuvudstaden Chengdu.
Genomsnittlig årsnederbörd är 894 millimeter. Den regnigaste månaden är juli, med i genomsnitt 196 mm nederbörd, och den torraste är december, med 3 mm nederbörd.